# 개별 주식 선물
개별 주식 선물(single-stock futures)는 주식 종목을 대상물로 하는 선물 거래이다. 이러한 거래가 생겨난 것은 공매도가 제한된 주식 시장에서 하락추세의 대응을 하기 위해서, 주가지수 선물거래로는 부족한 가격 변동성의 연계를 위해서였다. 대한민국에서는 2008년 5월 6일에 도입되어 한국거래소 파생상품시장에서 이루어지고 있다.

## 같이 보기
- 주가지수 선물거래
- 주식 옵션